# The Ultimate Fighter Latin America 3 Finale: dos Anjos vs. Ferguson
The Ultimate Fighter Latin America 3 Finale: dos Anjos vs. Ferguson è stato un evento di arti marziali miste tenuto dalla Ultimate Fighting Championship svolto il 5 novembre 2016 al Arena Ciudad de México di Città del Messico, Messico.

## Retroscena
Nel main event della card si affrontarono in un match valido per la categoria dei pesi leggeri, l'ex campione dei pesi leggeri UFC Rafael dos Anjos e il vincitore della tredicesima stagione del reality show The Ultimate Fighter Tony Ferguson.
La finale dei pesi leggeri del reality show, si tenne come co-main event della serata.
Kelvin Gastelum avrebbe dovuto affrontare Jorge Masvidal in un incontro di pesi welter. Tuttavia, il 14 settembre, Gastelum venne rimosso dall'incontro per dare spazio a Donald Cerrone. Successivamente, anche Masvidal venne rimosso dalla card per poter affrontare Jake Ellenberger all'evento The Ultimate Fighter: Tournament of Champions che si terrà un mese più tardi.
Dopo la cancellazione dell'evento UFC Fight Night: Lamas vs. Penn, l'incontro tra Sam Alvey e Alex Nicholson venne posticipato per questo evento.
Guido Cannetti avrebbe dovuto affrontare Marco Beltran in un rematch. I due si erano incontrati la prima volta in uno degli incontri del torneo del reality show The Ultimate Fighter: Latin American, dove Beltran vinse l'incontro per decisione in modo controverso. Tuttavia, il 29 ottobre, Cannetti venne rimosso dall'incontro dopo aver fallito un test antidoping del 15 ottobre. Al suo posto venne inserito l'ex campione dei pesi piuma Bellator Joe Soto, in un incontro valido per la categoria catchweight con limite massimo di 63,5 kg.
Alla cerimonia del peso, Charles Olivera superò il limite massimo di categoria nel suo incontro con Ricardo Lamas, pesando 4 kg in più rispetto ai 66,23 kg massimi consentiti. Quindi venne penalizzato con la detrazione del 30% dal suo stipendio ed l'incontro venne spostato nella categoria catchweight con limite massimo di 70,3 kg. In seguito, Lamas e i promotori ufficiali insistettero che se Oliveira sarebbe pesato più di 29,5 kg il giorno dell'evento, l'incontro sarebbe stato cancellato. Anche Felipe Arantes superò il limite di peso nel match contro Erik Pérez, pesando quasi 1 kg in più rispetto al limite.

## Risultati
|                                                         | Divisione                      |                                |                                |                                | Metodo                                      | Round                          | Tempo                          | Premio                         |
| Card Principale (Fox Sports 1)                          | Card Principale (Fox Sports 1) | Card Principale (Fox Sports 1) | Card Principale (Fox Sports 1) | Card Principale (Fox Sports 1) | Card Principale (Fox Sports 1)              | Card Principale (Fox Sports 1) | Card Principale (Fox Sports 1) | Card Principale (Fox Sports 1) |
| ------------------------------------------------------- | ------------------------------ | ------------------------------ | ------------------------------ | ------------------------------ | ------------------------------------------- | ------------------------------ | ------------------------------ | ------------------------------ |
|                                                         | Pesi Leggeri                   | Tony Ferguson                  | batte                          | Rafael dos Anjos               | Decisione unanime (48-47, 48-47, 48-47)     | 5                              | 5:00                           | FOTN                           |
|                                                         | Pesi Leggeri                   | Diego Sanchez                  | batte                          | Marcin Held                    | Decisione unanime (29-28, 29-28, 29-27)     | 3                              | 5:00                           |                                |
|                                                         | Catchweight (70,3 kg)          | Ricardo Lamas                  | batte                          | Charles Oliveira               | Sottomissione (ghigliottina)                | 2                              | 2:13                           | POTN                           |
| Finale del torneo The Ultimate Fighter: Latin America 3 | Pesi Leggeri                   | Martin Bravo                   | batte                          | Claudio Puelles                | KO Tecnico (pugni)                          | 2                              | 1:55                           |                                |
|                                                         | Pesi Leggeri                   | Beneil Dariush                 | batte                          | Rashid Magomedov               | Decisione unanime (30-27, 30-27, 29-28)     | 3                              | 5:00                           |                                |
|                                                         | Pesi Paglia (F)                | Alexa Grasso                   | batte                          | Heather Jo Clark               | Decisione unanime (30-27, 30-27, 29-28)     | 3                              | 5:00                           |                                |
| Card Preliminare (Fox Sports 1)                         |                                |                                |                                |                                |                                             |                                |                                |                                |
|                                                         | Catchweight (62,6 kg)          | Erik Pérez                     | batte                          | Felipe Arantes                 | Decisione non unanime (28-29, 29-28, 29-28) | 3                              | 5:00                           |                                |
|                                                         | Catchweight (62,5 kg)          | Joe Soto                       | batte                          | Marco Beltran                  | Sottomissione (heel hook)                   | 1                              | 1:37                           |                                |
|                                                         | Pesi Welter                    | Max Griffin                    | batte                          | Erick Montano                  | KO Tecnico (pugni)                          | 1                              | 0:54                           |                                |
|                                                         | Pesi Gallo                     | Douglas Silva de Andrade       | batte                          | Henry Briones                  | KO (gomitata e pugno girato)                | 3                              | 2:33                           | POTN                           |
| Card Preliminare (UFC Fight Pass)                       |                                |                                |                                |                                |                                             |                                |                                |                                |
|                                                         | Pesi Medi                      | Sam Alvey                      | batte                          | Alex Nicholson                 | Decisione unanime (29-28, 29-28, 29-28)     | 3                              | 5:00                           |                                |
|                                                         | Pesi Leggeri                   | Marco Polo Reyes               | batte                          | Jason Novelli                  | Decisione non unanime (29-28, 28-29, 29-28) | 3                              | 5:00                           |                                |
|                                                         | Pesi Piuma                     | Enrique Barzola                | batte                          | Chris Avila                    | Decisione unanime (30-26, 30-26, 30-26)     | 3                              | 5:00                           |                                |

## Premi
I lottatori premiati ricevettero un bonus di 50.000 dollari.
Legenda:
- FOTN: Fight of the Night (vengono premiati entrambi gli atleti per il miglior incontro dell'evento)
- POTN: Performance of the Night (viene premiato il vincitore per la migliore performance dell'evento)

## Incontri Annullati
|  | Divisione   |                 |        |                | Motivo                               |
|  | ----------- | --------------- | ------ | -------------- | ------------------------------------ |
|  | Pesi Welter | Kelvin Gastelum | contro | Jorge Masvidal | Gastelum venne rimosso dall'incontro |
|  | Pesi Gallo  | Marco Beltran   | contro | Guido Cannetti | Cannetti fallì un test antidoping    |